# Schinus latifolius
Schinus latifolius är en sumakväxtart som först beskrevs av John Gillies och John Lindley, och fick sitt nu gällande namn av Adolf Engler. Schinus latifolius ingår i släktet Schinus och familjen sumakväxter. Inga underarter finns listade i Catalogue of Life.